# Masdevallia angulifera
Masdevallia angulifera Rchb.f. ex Kraenzl., 1925 è una pianta della famiglia dell Orchidacee, endemica delle montagne della Colombia.

## Descrizione
È un'orchidea di piccole, spesso minime, dimensioni con crescita epifita sugli alberi della foresta pluviale montana. M. angulifera presenta steli ramificati, avvolti strettamente alla base da 2 o 3 guaine di forma tubolare, portanti un'unica foglia apicale, eretta, coriacea, di forma ellittica, dotata di un sottile picciolo, ad apice da ottuso a subacuto, di colore verde chiaro.
La fioritura avviene dall'inverno alla primavera, mediante una infiorescenza basale, sottile, lunga da 5 a 8 centimetri, suberetta, ricoperta da una brattea basale e una floreale, portante un unico fiore. Questo è piuttosto piccolo, non più grande di 3 centimetri, di colore molto variabile tra il verde-giallo, il rosa intenso ed il viola, di odore che può ricordare quello della banana o dell'acetone, e di forma particolare: sono visibili solo i sepali, saldati tra loro e ad apice acuto, a formare un angolo vivo, da cui il nome della specie
Esiste una forma a fiore completamente verde che è stata descritta da Kraenzl, nel 1925, classificata come specie distinta e denominata M. olivacea.

## Distribuzione e habitat
La specie è un endemismo della Colombia.
Cresce epifita su alberi delle foreste pluviali di Antioquia e Caldas, in fredde e umide zone di montagna a quote comprese tra i 1800 e i 2000 metri sul livello del mare.

## Coltivazione
Questa pianta è ottimamente coltivata in serra fredda per tutto l'anno, con elevatissima umidità e buona luce, mai i raggi diretti del sole. Può essere coltivata sia in vasi che in cesti appesi, su substrato di sfagno, radici di polipodio e fibre di osmunda, con buon drenaggio.